# Palliduphantes altus
Palliduphantes altus är en spindelart som först beskrevs av Andrei V. Tanasevitch 1986.  Palliduphantes altus ingår i släktet Palliduphantes och familjen täckvävarspindlar. Inga underarter finns listade i Catalogue of Life.